# Le Cosmoschtroumpf
Le Cosmoschtroumpf est la onzième histoire de la série Les Schtroumpfs de Peyo. Cette histoire est publiée pour la première fois dans un album publicitaire de la Biscuiterie nantaise en 1967, puis en 1969, du no 1627 au  no 1639 du journal Spirou, enfin dans l'album du même nom en 1970.
L'histoire se déroule entre le village Schtroumpf et le cratère d'un volcan éteint situé à deux jours de marche du village.

## Résumé
Un des Schtroumpfs rêve de partir vers les étoiles et de visiter d'autres planètes. Pour ce faire, il consulte le Grand Schtroumpf, qui lui propose une recette quasiment irréalisable. La solution s'impose alors d'elle même : construire une fusée. Le Cosmoschtroumpf fabrique donc une palissade afin de construire son aéronef tranquillement, à l'écart du village. Une fois son travail achevé, il présente sa fusée à l'ensemble du village. Celle-ci, explique-t-il, fonctionne grâce à un pédalier. Sous les yeux attentifs des Schtroumpfs, le Cosmoschtroumpf tente de décoller, mais finit épuisé. La fusée n'a pas bougé d'un pouce. Déprimé, le Cosmoschtroumpf quitte les lieux en pleurant.
Quelques jours plus tard, de crainte que le Cosmoschtroumpf ne sombre dans une dépression, les Schtroumpfs décident de lui faire croire que sa machine a été rendue fonctionnelle par le Schtroumpf bricoleur. Le village se réunit à nouveau pour le second départ du Cosmoschtroumpf et avant de partir, le Grand Schtroumpf lui fait boire du jus de framboise contenant un soporifique afin qu'il s'endorme. Le Cosmoschtroumpf s'installe aux commandes et pédale de toutes ses forces. Aussitôt, les autres Schtroumpfs secouent énergiquement la fusée pour simuler le décollage, avant d'allumer plusieurs feux, afin que la fumée fasse croire au Cosmoschtroumpf qu'il a atteint les nuages. Celui-ci finit par sombrer dans un profond sommeil.
Il est alors sorti de la fusée, puis tout le village s'active à démonter l'engin. Une fois cela fait, ils entament un long voyage jusqu'au cratère d'un volcan éteint. Puis, ils remontent la fusée et y déposent le Cosmoschtroumpf avant qu'il ne se réveille. Pour finir, le Grand Schtroumpf fait boire à tout le village une potion les transformant en "Schlips" : de petits êtres à la peau rouge et au cheveux noirs, vêtus de pagnes, et parlant « schlips ».
À son réveil, le Cosmoschtroumpf croit être arrivé sur une autre planète. Assez vite, il y rencontre la tribu des Schlips, qui lui réserve un accueil triomphal. Les Schlips se montrent si accueillants que le Cosmoschtroumpf décide de ne plus repartir sur Terre. Les Schlips décident alors de décourager le Cosmoschtroumpf en lui imposant diverses épreuves (truquées) comme préalable à son admission au sein de la tribu. Par une chance insolente, le Cosmoschtroumpf sort vainqueur de toutes ces épreuves.
Finalement, les Schlips parviennent à leurs fins en décrivant le quotidien infernal de la vie d'un Schlips (le jeûne, l'absence de jeux, travailler dans une mine de sel…). Le même protocole que pour le départ fictif du Cosmoschtroumpf se met en place : somnifère, démontage de la fusée et retour au village schtroumpf. Une fois réveillé, le Cosmoschtroumpf est accueilli par les hourras des autres Schtroumpfs. Il raconte son aventure, en enjolivant ses exploits, puis décide, au grand soulagement des Schtroumpfs, qu'un seul voyage interplanétaire est suffisant et que rien ne vaut d'être chez soi.

## Publication

### Revues
- Spirou no 1627 au no 1639

## Influence
Deux ans après l'épisode du Cosmoschtroumpf, le thème du faux vol spatial et du faux séjour sur la Lune se voit traité dans une aventure de Chlorophylle par Guilmard et Hubuc, Chlorophylle et les loirs cosmonautes (30 pages, collection Vedette no 1, octobre 1970). La supercherie est l'œuvre des seuls Chlorophylle et Minimum, qui semblent n'avoir aucune difficulté à maintenir tous les autres personnages dans l'illusion, et la narration du voyage entre le lieu de départ et le site désertique censé figurer un paysage lunaire y est beaucoup moins développée que dans l'aventure des Schtroumpfs. L'épisode a été publié dans le journal Tintin entre avril et début juillet 1969, soit un peu avant le 21 juillet 1969, date à laquelle Neil Armstrong posa réellement le pied sur la Lune.

## Référence
- Hugues Dayez, Peyo l'enchanteur, Belgique, Niffle, octobre 2018, 201 p. (ISBN 978-2-87393-071-4)

1. ↑  Peyo l'enchanteur, p. 126-127